# La Châtre
La Châtre település Franciaországban, Indre megyében. Lakosainak száma 4038 fő (2022. január 1.). La Châtre Briantes, Lacs, Le Magny és Montgivray községekkel határos.

## Népesség
A település népességének változása:
| Lakosok száma | 4524 | 4922 | 4623 | 4488 | 4289 | 4255 | 4109 | 4054 | 4048 | 4038 |
|               | 1968 | 1982 | 1990 | 2006 | 2013 | 2015 | 2017 | 2019 | 2020 | 2022 |